# Ingombota
Ingombota es un barrio perteneciente a la ciudad de Luanda, en la provincia de Luanda, en Angola.

## Geografía
Su término tiene una extensión superficial de 9,6km² y 370.000 habitantes.
Limita a oeste con el Océano Atlántico, a norte con el barrio de Sambizanga, al este con Rangel y al sur con Maianga.

## Subdivisones
Forman parte de este barrio la subdivisiones de Ingombota, Maculusso, Kinanga, Isla del Cabo y Patrice Lumumba.